# Massimo Tamberi
Massimo Tamberi detto Massimino (Casciavola, 4 dicembre 1854 – ...) è stato un fantino italiano, vincitore del Palio di Siena nel 1897.
Figlio di Luigi, che corse una sola volta e senza particolare fortuna il Palio di Siena del 3 luglio 1851 nella Selva, Massimo Tamberi detto Massimino corse 25 volte sul tufo di Piazza del Campo. Entrò nella storia della corsa senese il 16 agosto 1897, giorno in cui vinse per i colori della Giraffa.

## La vittoria
Nel Palio dell'Assunta del 1897, Massimino ebbe in dote il cavallo più quotato: quel Febo già dominatore nei tre Palii precedenti. Qualche ora prima della corsa, la pista versava in condizioni impraticabili a causa dell'abbondante pioggia caduta nelle ore precedenti, che aveva costretto all'annullamento della provaccia; il fango che si era creato fu comunque rimosso in tempo per la disputa del Palio.
Alla mossa scattarono in testa la Chiocciola e l'Onda, seguiti dalla Torre del fantino Domenico Fradiacono detto Scansino, e dalla Giraffa. Massimino fu lesto a portarsi alle spalle della Chiocciola, approfittando dello scambio di nerbate tra Scansino e Giuseppe Noci detto Beppino dell'Onda. Giunti alla Cappella, il fantino di Crespina riuscì a superare anche Edoardo Farsetti detto Mugnaino della Chiocciola, portandosi quindi in testa. Massimino tenne il comando del Palio sino al termine, conquistando così il primo e unico successo personale, e regalando alla Giraffa il "cappotto" (in virtù del successo di Scansino nel luglio precedente).

## Presenze al Palio di Siena
Le vittorie sono evidenziate ed indicate in neretto.
| Palio             | Contrada   | Cavallo                  | Note   |
| ----------------- | ---------- | ------------------------ | ------ |
| 4 luglio 1880     | Drago      | Baio di G. Rosso         |        |
| 16 agosto 1880    | Bruco      | Morello di G. Frati      |        |
| 16 agosto 1881    | Istrice    | Baio di G. Ticci         |        |
| 16 agosto 1882    | Giraffa    | Baio di G. Coradeschi    | scosso |
| 16 agosto 1883    | Giraffa    | Baio di G. Coradeschi    | scosso |
| 2 luglio 1890     | Istrice    | Morello di G. Galardini  |        |
| 16 agosto 1891    | Onda       | Baio di P. Neri          | scosso |
| 17 agosto 1891    | Chiocciola | ?                        |        |
| 3 luglio 1892     | Torre      | Grigio di G. Boscagli    |        |
| 29 maggio 1893    | Giraffa    | Baio di P. Neri          |        |
| 16 agosto 1893    | Oca        | Morello di S. Sampieri   |        |
| 2 luglio 1894     | Nicchio    | Farfallina               |        |
| 16 agosto 1894    | Nicchio    | Baio di R. Bellini       |        |
| 19 agosto 1894    | Nicchio    | Morello di S. Borgogni   |        |
| 16 agosto 1895    | Giraffa    | Baio di A. Giovannelli   |        |
| 2 luglio 1896     | Onda       | Sauro di F. Pacchierotti |        |
| 16 agosto 1897    | Giraffa    | Febo                     |        |
| 3 luglio 1898     | Chiocciola | Baio di C. Vallesi       | scosso |
| 2 luglio 1899     | Giraffa    | Baio di E. Fabbri        |        |
| 16 agosto 1899    | Bruco      | Morello di L. Franci     | scosso |
| 2 luglio 1900     | Leocorno   | Sauro di S. Forni        |        |
| 2 luglio 1902     | Tartuca    | Baio di P. Pasqui        |        |
| 16 agosto 1902    | Leocorno   | Grigio di C. Mucciarelli | scosso |
| 28 settembre 1902 | Istrice    | Baio di C. Bottacci      |        |
| 16 agosto 1904    | Lupa       | Baio di A. Cambrini      |        |

- Oltre al 1897, Massimino centrò la vittoria con i colori del Nicchio nel Palio di consolazione corso "alla romana"[1] il 19 agosto 1894; quel Palio non è tuttavia compreso nell'Albo delle vittorie del Palio di Siena.